# Кеклики
Кеклики, или каменные куропатки, (лат. Alectoris), — род птиц из трибы Coturnicini семейства фазановых (Phasianidae). Отличаются компактным телосложением, короткой шеей, крупной головой с коротким выгнутым клювом, лапами средней высоты с притуплённой шпорой, а также крыльями средней длины и весьма длинным хвостом. Являются ближайшими родственниками пустынных куропаток (Ammoperdix). Достигают длины в 35 см, масса 370—770 грамм.
Самым распространённым видом кекликов является азиатский кеклик (Alectoris chukar), долгое время считавшийся одним видом с европейским кекликом (Alectoris graeca). Из-за довольно разного вокального репертуара учёные в последнее время начали различать оба вида.

## Распространение
Распространён от Балканского полуостова до Китая; на Кавказе, в Центральной Азии, южном Казахстане, южном Алтае, Туве и в горах Евразии (Джунгарский Алатау, на севере Тянь-Шаня, Или и на севере Алатау, Каратау, Сауыр и т.д.). Селится на каменистых склонах гор, поросших редким кустарником. Зимой откочёвывает в предгорья. Является объектом охоты.

## Классификация
Международный союз орнитологов выделяет семь видов:
- Alectoris barbara — Берберийская каменная куропатка
- Alectoris melanocephala — Черноголовый кеклик
- Alectoris rufa — Красная куропатка
- Alectoris chukar — Азиатский кеклик, или азиатская каменная куропатка
- Alectoris graeca — Европейский кеклик, или европейская каменная куропатка
- Alectoris philbyi — Аравийский кеклик
- Alectoris magna — Кеклик Пржевальского